# Chiesa di Santa Margherita (Diano Arentino)
La chiesa di Santa Margherita vergine e martire è un luogo di culto cattolico situato nella borgata di Villa Chiesa nel comune di Diano Arentino, tra via Belvedere e via papa Giovanni XXIII, in provincia di Imperia. La chiesa è sede della parrocchia di Santa Margherita e di San Bernardo (che comprende anche la comunità di San Bernardo in Evigno) del vicariato di Diano Marina della diocesi di Albenga-Imperia.

## Storia e descrizione

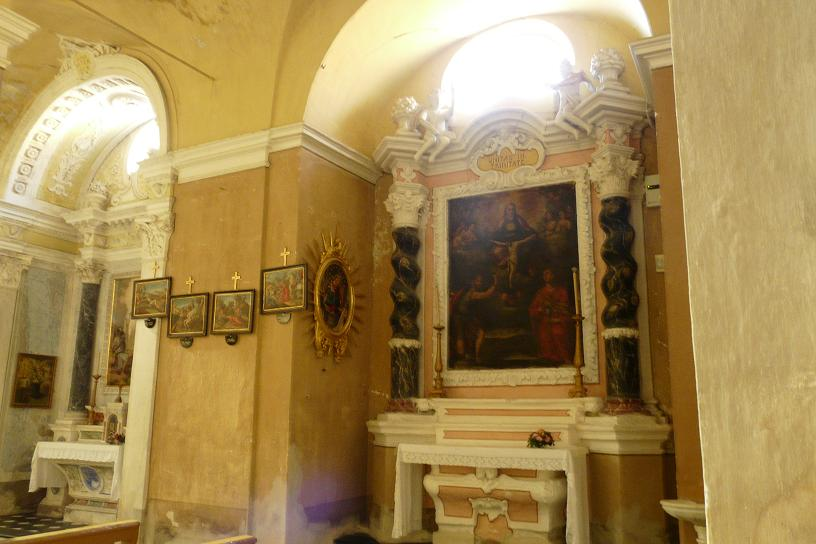
Particolare della navata destra

L'edificio è menzionato per la prima volta in un documento del XV secolo, quasi certamente dopo i lavori di ampliamento - o di una vera e propria riedificazione della stessa - sulle fondamenta di un preesistente luogo di culto, orientato in senso opposto dell'attuale. La chiesa quattrocentesca era divisa in tre navate e consta da colonne in pietra nera; l'atto di consacrazione della parrocchiale è risalente al 23 aprile 1469.
Verso la fine del XVI secolo la chiesa subì nuovi interventi alla struttura con l'attuale orientamento e rifacimento del coro, la costruzione della cupola nella zona del presbiterio e di altre due piccole cupole sul transetto in capo alle navate laterali. Tali modifiche probabilmente seguirono l'adeguamento del luogo di culto che dal 17 maggio 1586, su iniziativa del visitatore apostolico e vescovo della diocesi corsa di Mariana e Accia Nicolò Mascardi, fu separato dalla cura parrocchiale della chiesa di San Michele Arcangelo di Diano Borello e reso autonomo.
L'attuale facciata, in stile neoclassico, è stata realizzata nella metà del XIX secolo con la presenza di un porticato dove, sopra la porta principale, è stata posizionata una statua ritraente Santa Margherita con il drago. Il sagrato è stato completato nel 1876.

Il campanile

L'interno della struttura presenta una decorazione in stucco e tra i pennacchi di raccordo tra il presbiterio e l'ottagonale cupola maggiore sono raffigurati, sempre con la tecnica a stucco, i Quattro evangelisti.
Nelle cappelle della navata sinistra sono collocate la statua di Sant'Antonio da Padova con il Bambino Gesù, nella prima; il dipinto della Madonna del Santissimo Rosario con il Bambino Gesù e i santi Domenico, Pietro e Caterina da Siena, datato al 1602, nella seconda cappella; in quella successiva è esposta la tela ritraente la Madonna col Bambino tra i santi Luigi Gonzaga e Bernardo abate - di un ignoto pittore del XVIII secolo - e due statue della Madonna Immacolata e della Madonna di Laghet con il Bambino; sull'altare della medesima navata il quadro della Madonna che sorregge Gesù deposto dalla croce tra san Mauro, san Vincenzo Ferreri, santa Caterina da Genova, l'arcangelo Gabriele, Tobiolo e Anime purganti.
L'altare maggiore marmoreo è risalente alla prima metà del XVIII secolo e opera del maestro marmoraro locale Carlo Stefano Aschero; sormontato da un grande crocifisso, ha la particolarità di avere due tabernacoli come previsto nel modello giansenistico. Nella parete dell'abside è collocato il dipinto Santa Margherita che tiene in mano la Croce con ai piedi il drago e i santi Antonino e Nicola.
Presso l'altare della navata destra è collocata la statua della Madonna del Rosario e il Bambino Gesù; nella terza cappella il dipinto della Madonna della Misericordia tra i santi Isidoro e Domenico; nella successiva la tela, del 1647, della Santissima Trinità con Gesù crocifisso, il Padre Eterno, la colomba dello Spirito Santo e i santi Giovanni Battista e Giovanni Evangelista; l'ultima cappella custodisce la statua di Sant'Agnese e l'ovale su tela San Giuseppe con il Bambino Gesù del XIX secolo.